# Jürgen Wohlrabe
Jürgen Wohlrabe, né le 12 août 1936 à Hanau et mort le 19 octobre 1995 à Berlin, est un homme politique, distributeur et producteur de films allemand. Affilié au CDU, il est membre des années 1960 aux années 1990 de la chambre des députés de Berlin, dont il est président de 1989 à 1991, et compte parmi les députés berlinois au Bundestag.

## Filmographie

### Production
- 1995 : Astérix et les Indiens de Gerhard Hahn